# عملیات والفجر ۳
عملیات والفجر ۳ عملیات تهاجمی نیروهای مسلح ایران، علیه نیروهای ارتش عراق، در خلال جنگ ایران و عراق بود، که در مردادماه ۱۳۶۲ به مدت ۱۴ روز، به‌صورت نیمه‌گسترده، به فرماندهی مشترک سپاه پاسداران و نیروی زمینی ارتش انجام گرفت. در خلال این عملیات، شهر مهران ۲ بار میان نیروهای ایرانی و ارتش عراق، دست به دست شد و در نهایت، بار دیگر مهران به اشغال نیروهای عراقی درآمد.

## اهداف عملیات
- آزادسازی شهر مهران از زیر دید و تیر ارتش عراق.
- ایجاد سهولت در برقراری ارتباط شهرهای دهلران به مهران و نیز ایلام به مهران.
- بازپس‌گیری ارتفاعات و عوارض زالوآب.
- آزادسازی ارتفاعات نمه کلان بو و قسمتی از ارتفاعات قلاویزان.[۳]

## موقعیت منطقه
در منطقه دشت مهران، ۲ رشته ارتفاعات وجود دارد؛ در شمال، ارتفاعات زالوآب، کانی سخت و نمه کلان بو واقع است، که قسمت عمده آن در خاک ایران قرار دارد. در جنوب نیز ارتفاعات قلاویزان واقع است، که مرز ایران و عراق را مشخص می‌سازد. بین این ۲ ارتفاعات، دشت مهران، دشت ورمهراز و زرباطیه عراق قرار دارد. در قسمتی از ارتفاعات زالوآب و کانی سخت، مرز مشترک ایران و عراق است، در سمت شرق نمه کلان بو قرار دارد، که مهم‌ترین قله آن معروف به کله قندی؛ دارای ۳۶۳ متر ارتفاع است. تنگه کناپنجم نیز در امتداد جاده مهران به ایلام و در شمال‌شرقی مهران واقع است، که گلوگاه ورودی به دشت مهران، از طرف ایلام، محسوب می‌شود.

## استعداد نیروهای عراقی
- تیپ‌های ۵۰۶، ۴۱۷، ۴۲۰، ۵۰۲، ۴۲۴، ۱۸، ۳۸، ۴۸ و ۵۰۳ پیاده
- تیپ‌های ۳۷ و ۷۰ زرهی
- تیپ ۴ گارد مرزی
- تیپ ۴ پیاده کوهستانی
- گردان‌های کماندویی المثنی، مدلول، بلال و حدیبه
- گردان ۹ مکانیزه؛ تابع لشکر ۲ پیاده کوهستانی
- گردان ۷ تانک؛ تابع لشکر ۲ پیاده کوهستانی
- گردان‌های ۵۳، ۲۴۰ و ۶۳۹ توپخانه و آتشبار خمپاره ۱۲۰[۵]

## استعداد نیروهای ایرانی
فرماندهی عملیات والفجر ۳ برعهده قرارگاه نجف بود و یگان‌های تحت امر این قرارگاه، شامل لشکرها و تیپ‌های مستقل سپاه پاسداران انقلاب اسلامی و تیپ‌های نیروی زمینی ارتش جمهوری اسلامی ایران شامل:
- سپاه پاسداران انقلاب اسلامی:
  - لشکر ۴۱ ثارالله (۶ گردان)
  - لشکر ۵ نصر (۷ گردان)
  - لشکر ۲۷ محمدرسول‌الله (۱ گردان)
  - لشکر ۱۷ علی‌ابن‌ابیطالب (۳ گردان)
  - تیپ ۲۱ امام‌رضا (۵ گردان)
  - تیپ ۱۱ امیرالمؤمنین (۲ گردان)
  - تیپ ۵ رمضان (۱ گردان تانک و ۱ گردان مکانیزه)
  - توپخانه سپاه (۴ آتشبار)
- نیروی زمینی ارتش جمهوری اسلامی ایران:
  - تیپ ۴ زرهی از لشکر ۲۱ حمزه
  - تیپ ۴۰ سراب
  - تیپ ۸۴ خرم‌آباد (۲ گروهان پیاده و ۱ گروهان تانک)
  - توپخانه ارتش (۹ آتشبار)[۶]

## طرح عملیات
با توجه به مختصات جغرافیایی منطقه، عملیات والفجر ۳ به ترتیب در ۳ محور زالوآب و نمه کلان بو، دشت مهران و قلاویزان طراحی شد. نیروهای مسلح ایران می‌بایست پس از تأمین اهداف عملیات، در شرق رودخانه کنجاپنجم مستقر شوند. در غیر این صورت، نیروهای ایرانی باید با احداث خاکریز، در پشت رودخانه، اقدام به پدافند می‌کردند.

## نبرد
عملیات والفجر ۳ در ساعت ۱۱ شب ۷ مرداد ۱۳۶۲ با یورش نیروهای ایرانی، آغاز شد و در محور شمالی عملیات، ارتفاعات نمه کلان بو، بلافاصله توسط نیروهای ایرانی تصرف شد و ارتفاعات زالوآب نیز به محاصره آنها درآمد، ولی بخش اصلی که ارتفاعات کله‌قندی نام داشت، در کنترل نیروهای عراقی باقی ماند. در محور میانی (دشت مهران) نیروهای ایرانی پس از عبور از جاده مهران به ایلام، از پاسگاه دوراجی تا فرخ‌آباد را تصرف کردند. در محور جنوبی، نیروهای ایرانی فرصت لازم برای احداث خاکریز از قلاویزان به سمت فیروزآباد و از آن جا به فرخ‌آباد را به دست نیاوردند و در مرحله اول، اهداف این محور محقق نگردید. نیروهای ارتش عراق که در ارتفاعات زالوآب و کله قندی محاصره شده بودند، به‌مدت ۱۱ شبانه روز مقاومت کردند. در تاریخ ۱۸ مرداد ۱۳۶۲ فرمانده لشکر ۲۷ محمدرسول‌الله (محمد ابراهیم همت) با یک گردان وارد عمل شد و مقاوت نیروهای عراقی مستقر در ارتفاعات مذکور را در هم شکست.

## نتایج عملیات
- نتایج عملیات والفجر ۳ برای نیروهای ایرانی:
- آزادسازی ۲ جاده ایلام به مهران و دهلران
- آزادسازی ارتفاعات زالوآب و نمه کلان بو
- آزادسازی دشت مهران
- کشته و زخمی شدن بیش از ۱۰ هزار نفر از نیروهای ارتش عراق
- به اسارت درآمدن ۵۰۹ نفر از نیروهای عراقی
- سقوط ۶ فروند هلیکوپتر
- انهدام ۲۰۰ دستگاه تانک و نفربر
- انهدام ۳۰۰ دستگاه خودرو سبک و سنگین
- انهدام ۴۰ انبار مهمات[۹]